# Franziskanerkirche (Budapest)

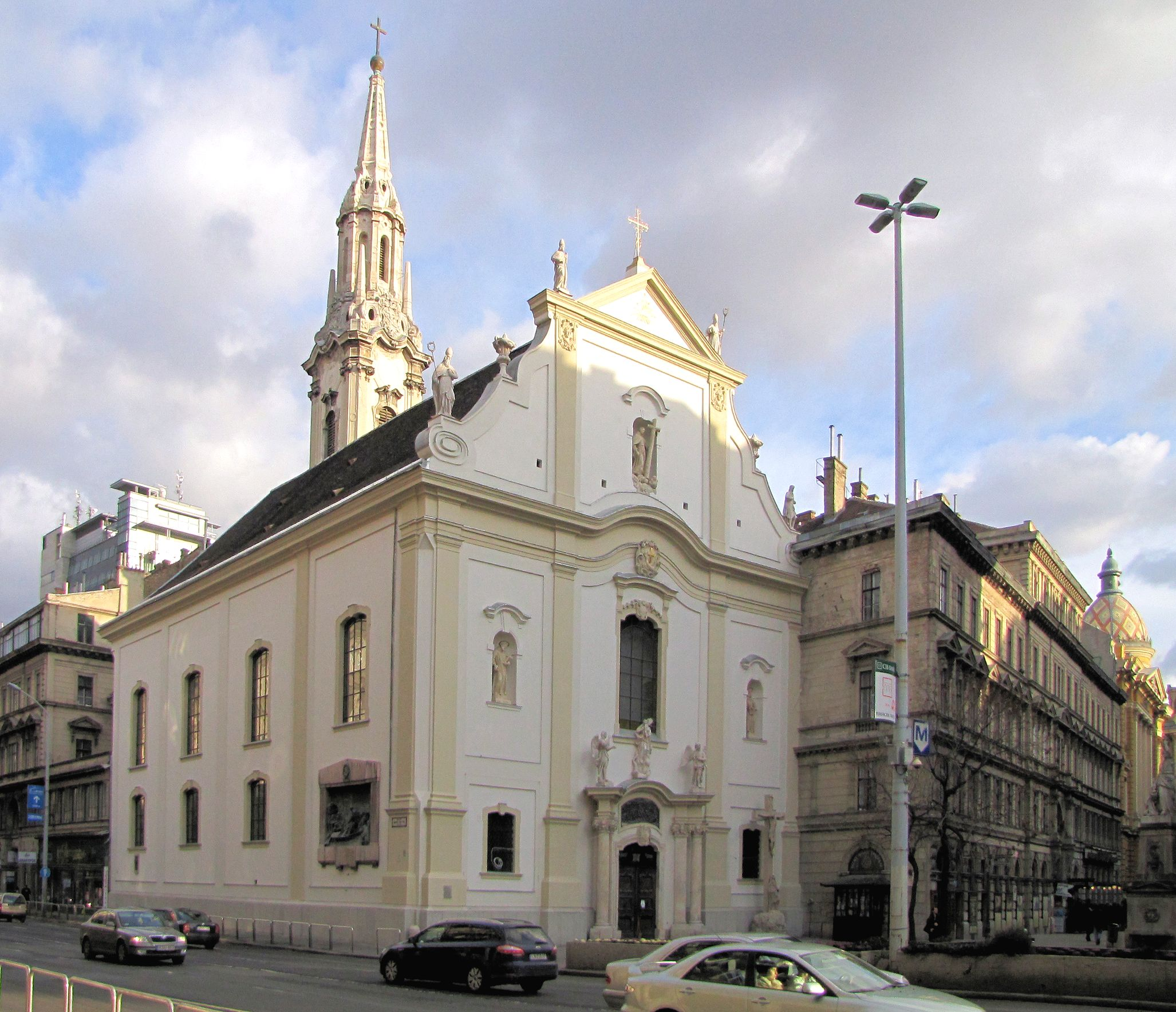
Franziskanerkirche

Die Innerstädtische oder Pester Franziskanerkirche (ungarisch Belvárosi oder Pesti Ferences Templom) befindet sich im V. Bezirk (Belváros) der ungarischen Landeshauptstadt Budapest. Sie liegt am Franziskanerplatz (Ferenciek tere) 9 und ist ein bedeutendes barockes Bauwerk, das auch unter Denkmalschutz steht. Geweiht ist sie dem hl. Petrus von Alcantara.

## Geschichte

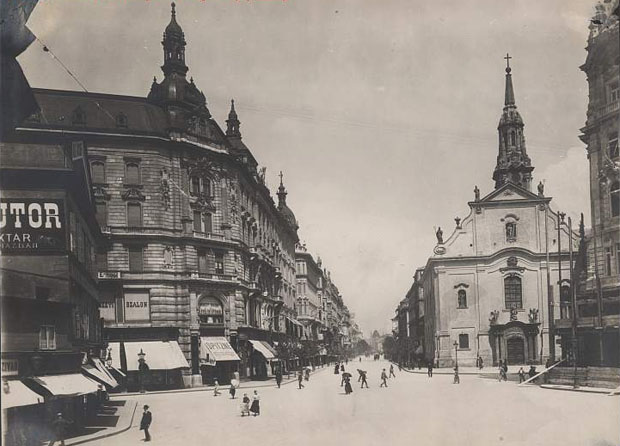
Franziskanerplatz mit Franziskanerkirche (1901)

König Béla IV. ließ am Standort um 1250 eine erste Franziskanerkirche im gotischen Stil erbauen. Nach der Königswahl beim ungarischen Landtag auf der Rákos-Wiese wurde in dieser Kirche das Te Deum gesungen.
Am 23. September 1526 wurde die gotische Kirche von den Türken zerstört und die Ordensbrüder ermordet, darunter auch der Priester P. András Vásárhelyi, Verfasser des Marienhymnus Angyaloknak Nagyságos Asszonya (1508). Nach der endgültigen Eroberung der Stadt durch die Türken 1541 wurde das Gebäude wieder instand gesetzt und diente unter dem Namen Dschami des Beg Sinan als Moschee.
Nachdem die Osmanen aus Pest vertrieben wurden, hielten die Franziskaner in dem Gebäude im Sommer 1686 erstmals wieder einen katholischen Gottesdienst ab. Im Jahr 1690 übergab Kaiser Leopold I. die Kirche auch offiziell wieder den Franziskanern. Nach einigen Jahrzehnten wurde die Kirche vollständig neu im Barockstil erbaut. Die Weihe des Gebäudes erfolgte am 21. September 1741.
Im 19. Jahrhundert war die Franziskanerkirche ein spirituelles Zentrum der Stadt. Hier wirkte das sogenannte Pester Prediger-Trio, die Patres Albach (predigte deutsch), Gegó (ungarisch) und Gasparich (kroatisch). 1849 wurde der Ministerpräsident Lajos Batthyány in der Krypta der Kirche aufgebahrt.
In der kommunistischen Ära wurde die franziskanische Ordensprovinz 1950 aufgelöst. Seit dem 1. September 1990 sind die Franziskaner wieder im Besitz der Kirche.

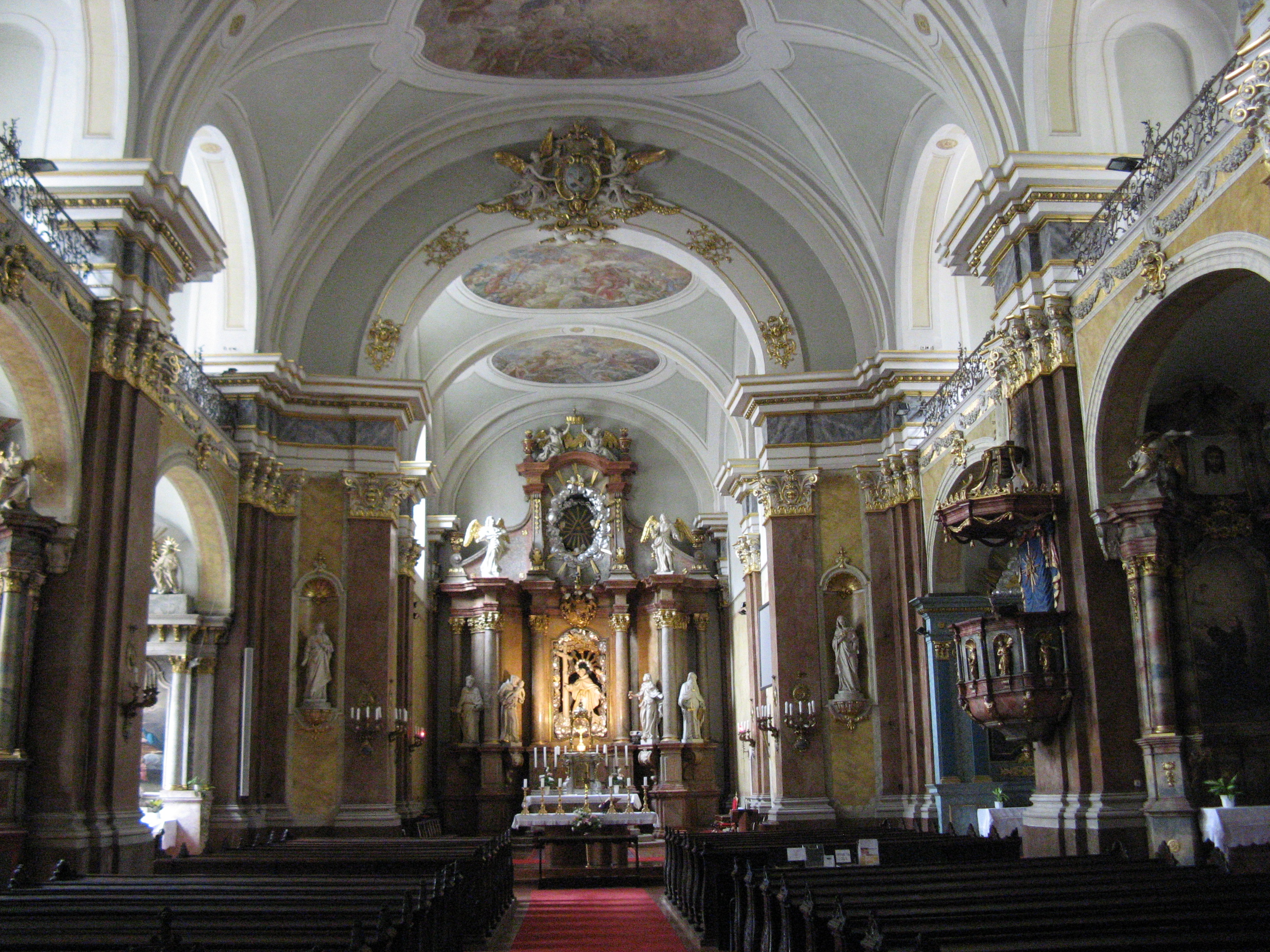
Innenraum der Franziskanerkirche

## Kirchengebäude
Die Kirche liegt am Ferenciek tere (Franziskanerplatz), Ecke Kossuth Lajos ut.  An der dem Platz zugewandten Hauptfassade befindet sich das Portal mit dem Ordenszeichen der Franziskaner. Darüber befindet sich eine Statue der Maria, flankiert von zwei anbetenden Engeln. Rechts neben dem Portal steht eine Kreuzigungsgruppe. Außerdem befinden sich an der Fassade in Nischen die Figuren der heiligen Petrus von Alcantara, Franz von Assisi und Antonius von Padua. Seitlich des Chors erhebt sich der Turm, dessen Helm 1861 von Franz Wieser errichtet wurde.
Im Inneren besitzt die Wandpfeilerkirche je drei Seitenkapellen zu beiden Seiten. Die Ausstattung besteht aus mehreren Barockaltären und Fresken von Károly Lotz aus den Jahren 1894–1895.

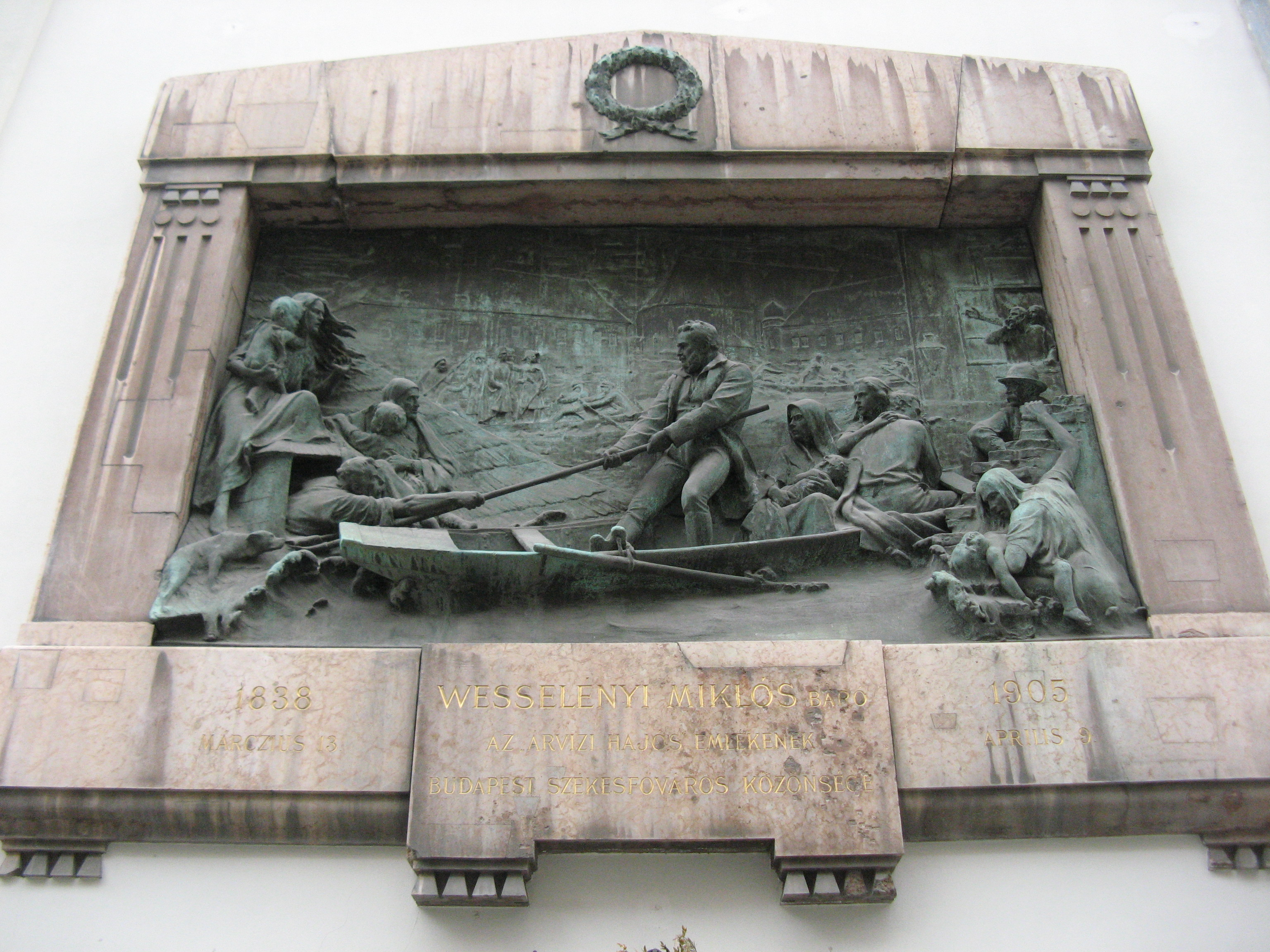
Bronzerelief zu Ehren von Miklós Wesselényi von Barnabás Holló

An der Seitenfassade zur Kossuth Lajos utca, die drei kleine und vier größere Fenster besitzt, liegt ein Bronzerelief, das an die verheerende Überschwemmung der Stadt im Jahre 1838 und den selbstlosen Einsatz von Baron Miklós Wesselényi erinnert, der persönlich viele Menschen aus den Fluten rettete. Das Relief wurde von Barnabás Holló 1895 geschaffen.